# Teste de Wartegg
O Teste ou Prova de Wartegg é uma técnica de avaliação psicológica classificada como teste projetivo. Desenvolvido pelo psicólogo alemão Ehrig Wartegg, foi amplamente utilizado nos campos da seleção de pessoal e da psicoterapia. A ferramenta também é conhecida pelos nomes WZT, Teste de Complemento de Desenhos ou ainda Wartegg-Zeichen-Test.

## Introdução histórica
Na década de 1920, Ehrig Wartegg desenvolveu interesse em Psicologia da Gestalt, filosofia mística e arte moderna, influenciando a criação do Teste de Wartegg em 1926. A primeira publicação sobre o teste de desenho de Wartegg e seu modelo de personalidade ocorreu em 1939, intitulada "Gestaltung und Charakter" (Desenho e Caráter). Em 1952, seguiu-se a obra "Schichtdiagnostik" (Diagnóstico Diferencial), abordando a interpretação do desenho gráfico e projetando uma tipologia de caráter. Wartegg percebeu que, para o uso da psicologia aplicada, era necessário realizar uma análise mais detalhada sobre a tipologia da personalidade e, portanto, concebeu um esquema de quatro dimensões composto pelas funções básicas mais tradicionalmente reconhecidas: emoção, imaginação, inteligência e atividade.
Estudos acadêmicos sobre o teste Wartegg são escassos, com um pico de interesse ocorrido na década de 1950. Diferentes aspectos do teste e sua aplicação foram explorados por pesquisadores como Lossen e Schott (1952), Renner (1953), Ave-Lallemant (2001), Justin Seitz (2003), Klauser (2006), Guggenbühl (2007) e Gronnerod (2011). A validade do teste Wartegg como ferramenta é variável de acordo com o país: a mesma tem sido questionada por autores finlandeses como Tamminen e Lindeman (2000) e Roivainen (2006), devido à falta de estudos conclusivos e históricos sobre o teste, bem como à sua validação empírica insuficiente. No Brasil, Souza, Primi e Koich (2007) concluíram que o Wartegg ainda não atende aos requisitos de validação estabelecidos pelo Conselho Federal de Psicologia do Brasil para testes psicológicos. O espanhol Castrillón (2004) expressa ressalvas com a utilização do teste devido à falta de estudos de validação, observando a subjetividade na interpretação dos resultados, o que compromete sua capacidade de discriminação.

## Realização e interpretação
O indivíduo recebe uma série de oito quadros com elementos isolados. A instrução consiste em completar esses oito quadros com desenhos feitos à mão livre, partindo de estímulos que induzem certas reações no sujeito, reações que serão refletidas em diferentes aspectos da série de gráficos, como o tipo de traço, a forma das linhas, o uso do espaço, todos indicando uma característica da personalidade. Cada um dos oito quadros representa aspectos distintos, como ambição, agressividade, racionalidade e lógica, sexualidade, entre outros.
Biedma e d'Alfonso observam que Wartegg usou critérios subjetivos e objetivos para identificar impressões causadas por temas específicos. Eles destacam como esses temas refletem atitudes condicionadas pela evolução ou estrutura da personalidade de cada indivíduo. Além disso, eles comparam esses temas a arquétipos, considerando suas características gráficas e conteúdo simbólico-expressivo, encontrados em escritas antigas como as babilônicas, chinesas e semíticas.